# Скијашко трчање на Зимским олимпијским играма 2010 — штафета 4 х 5 километара за жене
Такмичење у дискицлини скијашког трчања штафета 4 х 5 километара за жене на Зимским олимпијским играма 2010. у Ванкуверу одржано је у Олимпијском комплексу Вистлер Парк, 24. фебруара, 2010. са почетком у 11,15 часова по локалном времену.
Снака земљља учесница може наступити са једном екипом од четири чланице.
У овој дисциплини учествовало је 64 такмичарки (16 штафета) из 16 земаља.

## Земље учеснице
| - Белорусија - Канада - Чешка - Финска - Француска | - Немачка - Италија - Јапан - Казахстан - Норвешка | - Пољска - Русија - Словенија - Шведска - Сједињене Америчке Државе - Украјина |

## Резултати
| Плас.   | Стар. бр. | Земља                                                                                      | Време                                     | Заостатак |
| ------- | --------- | ------------------------------------------------------------------------------------------ | ----------------------------------------- | --------- |
|         | 4         | Норвешка · Вибеке Скофтеруд · Терезе Јохав · Кристи Стермер Стејра · Марит Бјерген         | 55:19,5 14:49,9 14:46,5 12:53,2 12:49,9   | 0,0       |
|         | 2         | Немачка · Катрин Целер · Еви Захенбахер-Штеле · Миријам Геснер · Клаудија Ништад           | 55:44,1 14:53,7 15:00,6 12:52,0 12:57,8   | +24,6     |
|         | 1         | Финска · Пирјо Муранен · Вирпи Кујтунен · Рита-Лиса Ропонен · Ајно-Кајса Саринен           | 55:49,9 15:32,4 14:35,7 12:38,2 13:03,6   | +30,4     |
| 4       | 5         | Италија · Аријана Фолис · Маријана Лонга · Силвија Рупил · Сабина Валбуса                  | 56:04,9 14:58.6 14:29,4 13:01,8 13:35,1   | +45,4     |
| 5       | 3         | Шведска · Ана Олсон · Магдалена Пајала · Шарлота Кала · Ида Ингемарсдотер                  | 56:18.9 14:47,1 15:35,6 12:25,0 13:31,2   | +59,4     |
| 6       | 9         | Француска · Орор Кине · Карин Лорен Филипо · Селија Буржуа · Сесил Сторти                  | 56:30,6 15:13,3 14:38,8 12:59,9 13:38,6   | +1:11,1   |
| 7       | 8         | Русија · Олга Завјалова · Ирина Казова · Јевгенија Медведева · Наталија Корестелева        | 57:00,9 15:15,2 15:19,0 13:01,1 13:25,6   | +1:41,4   |
| 8       | 7         | Јапан · Мадока Нацуми · Масако Ишида · Нобуко Фукуда · Мичико Кашивабара                   | 57:40.4 15:03.0 14:50.4 13:34.5 14:12.5   | +2:20.9   |
| 9       | 11        | Казахстан · Јелена Коломина · Оксана Јатскаја · Татјана Рошина · Светлана Малахова-Шишкина | 58:23,3 15:29,1 15:25,7 13:47,7 13:40,8   | +3:03,8   |
| 10      | 10        | Белорусија · Настасја Дубарезова · Јелена Саникова · Олга Васиљонок · Јекатерина Рудакова  | 58:28,4 15:36,5 15:29,2 13:22,1 14:00,6   | +3:08,9   |
| 11      | 14        | Сједињене Америчке Државе · Кикан Рандал · Холи Брукс · Морган Аритола · Кејтлин Комптон   | 58:57,5 14:57,5 16:12,8 13:41,6 14:05,6   | +3:38,0   |
| 12      | 13        | Чешка · Ева Нивлтова · Камила Рајдлова · Ивана Јанечкова · Ева Скалникова                  | 59:11,2 15:15,0 15:28,9 13:34,3 14:53,0   | +3:51,7   |
| 13      | 12        | Украјина · Татјана Завалиј · Катерина Григоренко · Марина Анцибор · Валентина Шевченко     | 59:25,7 15:38,1 16:16,7 13:34,2 13:56,7   | +4:06,2   |
| 14      | 16        | Словенија · Ања Ерзен · Катја Вишнар · Весна Фабјан · Барбара Језершек                     | 59:47,5 16:00,8 16:32,3 13:25,0 13:49,4   | +4:28,0   |
| 15      | 15        | Канада · Дарија Гајазова · Перијан Џонс · Чандра Крофорд · Мадлен Вилијамс                 | 1:00:05,0 15:35,8 16:14,7 14:17.7 13:56,8 | +4:45,5   |
| Дискв.1 | 6         | Пољска · Корнелија Марек · Јустина Ковалчик · Паулина Маћушек · Силвија Јасковјец          | 56:29,4 15:25,3 14:00,3 13:38,4 13:25,4   | +1:09,9   |

1Пољакиња Корнелија Марек која је после трке штафета била позитивна на познати крвни допинг EPO. Налаз је потврђен и на другој (накнадној) контроли 12. марта, те је дисквалификована, а сви њени појединачни резултати су поништени, као и резултат пољске штафете у скијашком трчању.